# Динамо (Загреб)
Громадя́нський футбо́льний клуб Дина́мо За́греб (хорв. Građanski nogometni klub Dinamo Zagreb) або скорочено Дина́мо За́греб (хорв. Dinamo Zagreb), також відомий під назвою хорв. Modri (сині) — професіональний хорватський футбольний клуб із міста Загреб. 
Створений 9 червня 1945 року в результаті злиття трьох клубів: ХАСК, «Конкордіа» та «Граджянскі». Найуспішніший хорватський клуб, майже постійний чемпіон і володар Кубка. Найбільшим успіхом команди є здобуття Кубка Ярмарок (нині Кубок УЄФА) у 1967 році, де у чвертьфіналі хорвати здолали туринський «Ювентус». За часів незалежності Хорватії «Динамо» двічі виходило до групового етапу Ліги чемпіонів УЄФА: 1998—1999 та 1999—2000 років. Першого разу «Кроація» зайняла друге місце в групі, але не пройшла далі через діючу тоді формулу проведення змагання. Другого разу команда також не вийшла з групи, набравши всього два очка.
Після розпаду Югославії команда змінила назву на «ХАСК—Граджянскі» у 1992 році. Наступного року клуб перейменували на «Кроацію», підкреслюючи таким чином незалежність Хорватії. Проте у 2000 році під натиском фанатів керівництво повернуло клубові його історичну назву.
У «Динамо» починало багато відомих нині гравців як збірної Хорватії, так і ін. держав. Серед них Лука Модрич, Огнєн Вукоєвич, Ведран Чорлука, Даріо Шимич, Івиця Олич, Марк Відука та ін.

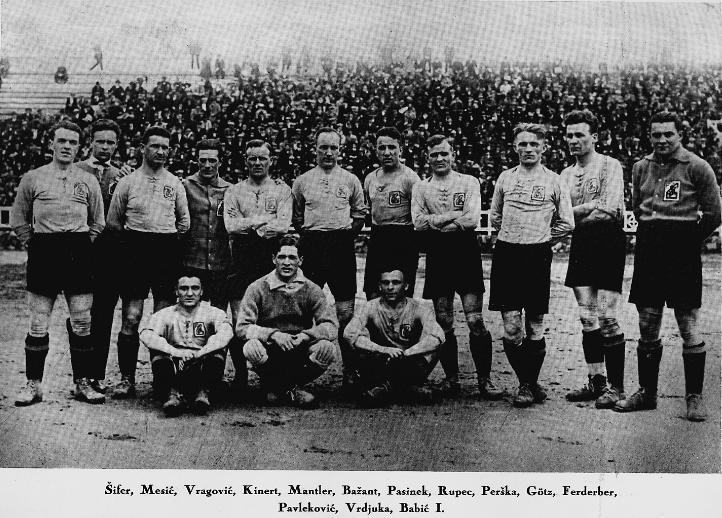
Команда у 1923 році

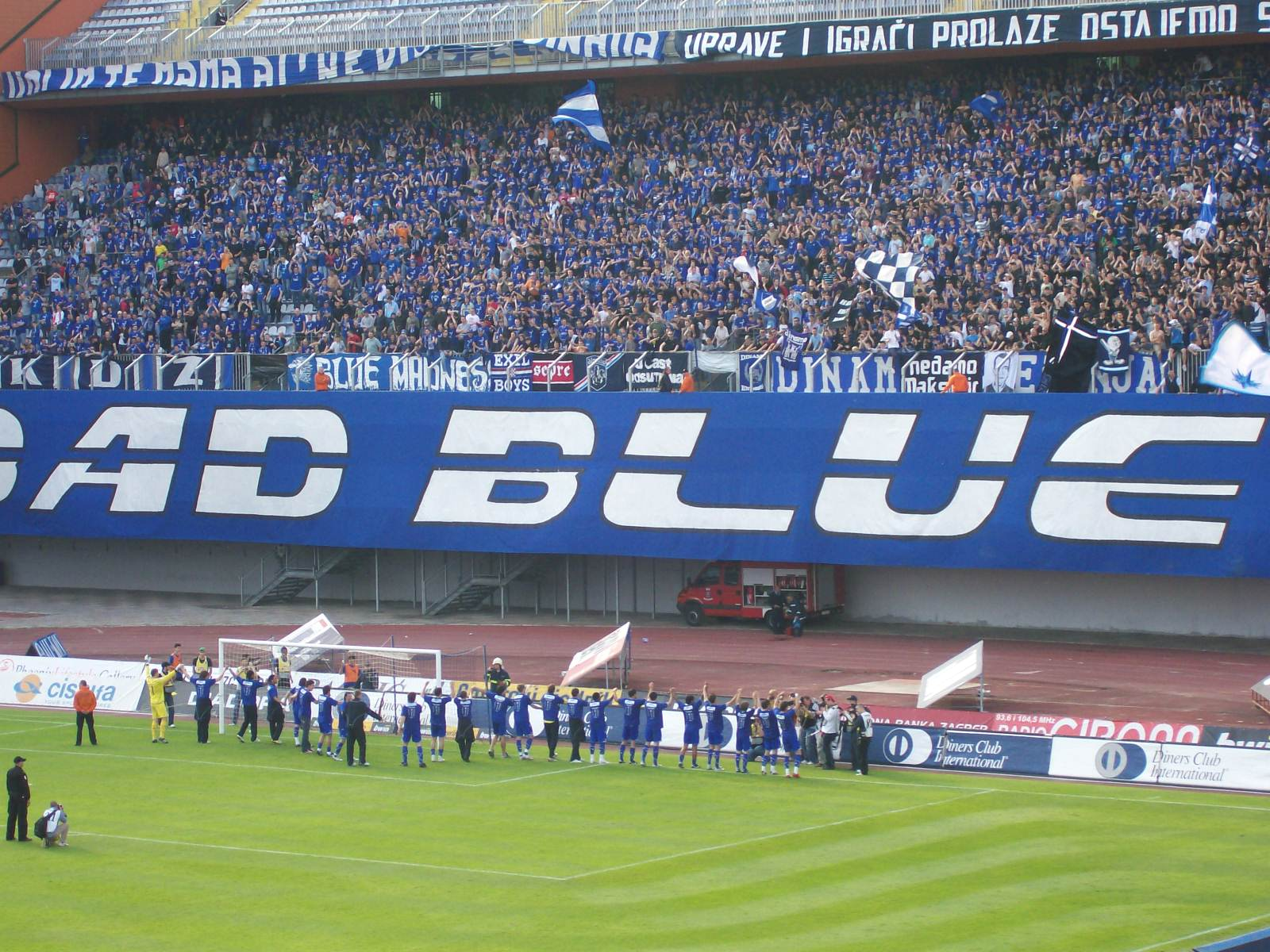
Фанати футбольного клубу у 2008 році

## Досягнення

### Югославія

#### Чемпіонат
- Золотий призер чемпіонату Югославії (4): 1948, 1954, 1958, 1982.
- Срібний призер чемпіонату Югославії (11): 1947, 1951, 1960, 1963, 1966, 1967, 1969, 1977, 1979, 1990, 1991.
- Бронзовий призер чемпіонату Югославії (7): 1955, 1962, 1964, 1968, 1971, 1976, 1983.

#### Кубок
- Володар Кубка Югославії (7): 1951, 1960, 1963, 1965, 1969, 1980, 1983.
- Фіналіст Кубка Югославії (8): 1950, 1964, 1966, 1972, 1976, 1982, 1985, 1986.

### Хорватія

#### Чемпіонат
- Золотий призер чемпіонату Хорватії (25): 1992–93, 1995–96, 1996–97, 1997-98, 1998-99, 1999-00, 2002-03, 2005-06, 2006-07, 2007-08, 2008-09, 2009-10, 2010–11, 2011-12, 2012–13, 2013-14, 2014-15, 2015–16, 2017–18, 2018–19, 2019–20, 2020–21, 2021–22, 2022–23, 2023–24.
- Срібний призер чемпіонату Хорватії (5): 1994–95, 2000–01, 2003–04, 2016–17, 2024–25.

#### Кубок
- Володар Кубка Хорватії (17): 1994, 1996, 1997, 1998, 2001, 2002, 2004, 2007, 2008, 2009, 2011, 2012, 2015, 2016, 2018, 2021, 2024.
- Фіналіст Кубка Хорватії (7): 1992, 1993, 1995, 2000, 2013, 2017, 2019.

#### Суперкубок
- Володар Суперкубка Хорватії (8): 2002, 2003, 2006, 2010, 2013, 2019, 2022, 2023

### Міжнародні

#### Кубок ярмарків
- Володар Кубка ярмарків (1): 1967.
- Фіналіст Кубка ярмарків (1): 1963.

#### Балканський кубок
- Володар Балканського кубка (1): 1976.

## Склад команди
Станом на 20 серпня 2024
| №  | Поз. | Нац.               | Гравець          |
| -- | ---- | ------------------ | ---------------- |
| 1  | ВР   | Хорватія           | Данієль Загорац  |
| 2  | ЗХ   | Іран               | Садег Мохаррамі  |
| 3  | ЗХ   | Японія             | Такуя Огівара    |
| 4  | ЗХ   | Іспанія            | Рауль Торренте   |
| 5  | ПЗ   | Північна Македонія | Аріян Адемі      |
| 6  | ЗХ   | Франція            | Максім Берно     |
| 7  | НП   | Хорватія           | Лука Стойкович   |
| 8  | ПЗ   | Хорватія           | Лукас Качавенда  |
| 9  | НП   | Хорватія           | Бруно Петкович   |
| 10 | ПЗ   | Хорватія           | Мартін Батуріна  |
| 11 | НП   | Албанія            | Арбер Ходжа      |
| 13 | ЗХ   | Марокко            | Самі Ммає        |
| 14 | ЗХ   | Іспанія            | Ян Оліверас      |
| 17 | НП   | Хорватія           | Сандро Куленович |

| №  | Поз. | Нац.                 | Гравець               |
| -- | ---- | -------------------- | --------------------- |
| 18 | ЗХ   | Франція              | Ронаель П'єр-Габріель |
| 19 | НП   | Колумбія             | Хуан Кордоба          |
| 20 | НП   | Хорватія             | Марко П'яца           |
| 22 | ЗХ   | Північна Македонія   | Стефан Ристовський    |
| 23 | ВР   | Хорватія             | Іван Філіпович        |
| 25 | ПЗ   | Хорватія             | Петар Сучич           |
| 27 | ПЗ   | Хорватія             | Йосип Мишич           |
| 28 | ЗХ   | Франція              | Кевін Теофіль-Катрін  |
| 30 | ПЗ   | Хорватія             | Марко Рог             |
| 32 | ВР   | Боснія і Герцеговина | Фаріс Кркалич         |
| 33 | ВР   | Хорватія             | Іван Невистич         |
| 36 | ПЗ   | Хорватія             | Лука Врбанчич         |
| 39 | ЗХ   | Хорватія             | Мауро Перкович        |
| 55 | ЗХ   | Хорватія             | Дино Перич            |
| 77 | НП   | Хорватія             | Даріо Шпикич          |

## Відомі гравці
| - Мілан Бадель - Маріо Манджукич - Звонимир Бобан - Едуардо да Сілва | - Сречко Богдан - Лука Модрич - Давор Шукер - Матео Ковачич | - Івиця Хорват - Дражен Ладич - Ігор Біщан - Славень Замбата - Саммір | - Марк Відука - Славень Замбата |